# Lundforlund Sogn
Lundforlund Sogn 
ist eine Kirchspielsgemeinde (dän.: Sogn)
auf der Insel Sjælland im südlichen Dänemark.
Bis 1970 gehörte sie zur Harde Slagelse Herred im damaligen Sorø Amt, danach zur Hashøj Kommune im Vestsjællands Amt, die im Zuge der  Kommunalreform zum 1. Januar 2007 in der Slagelse Kommune in der Region Sjælland aufgegangen ist. 
Im Kirchspiel leben 188 Einwohner (Stand: 1. Januar 2023).

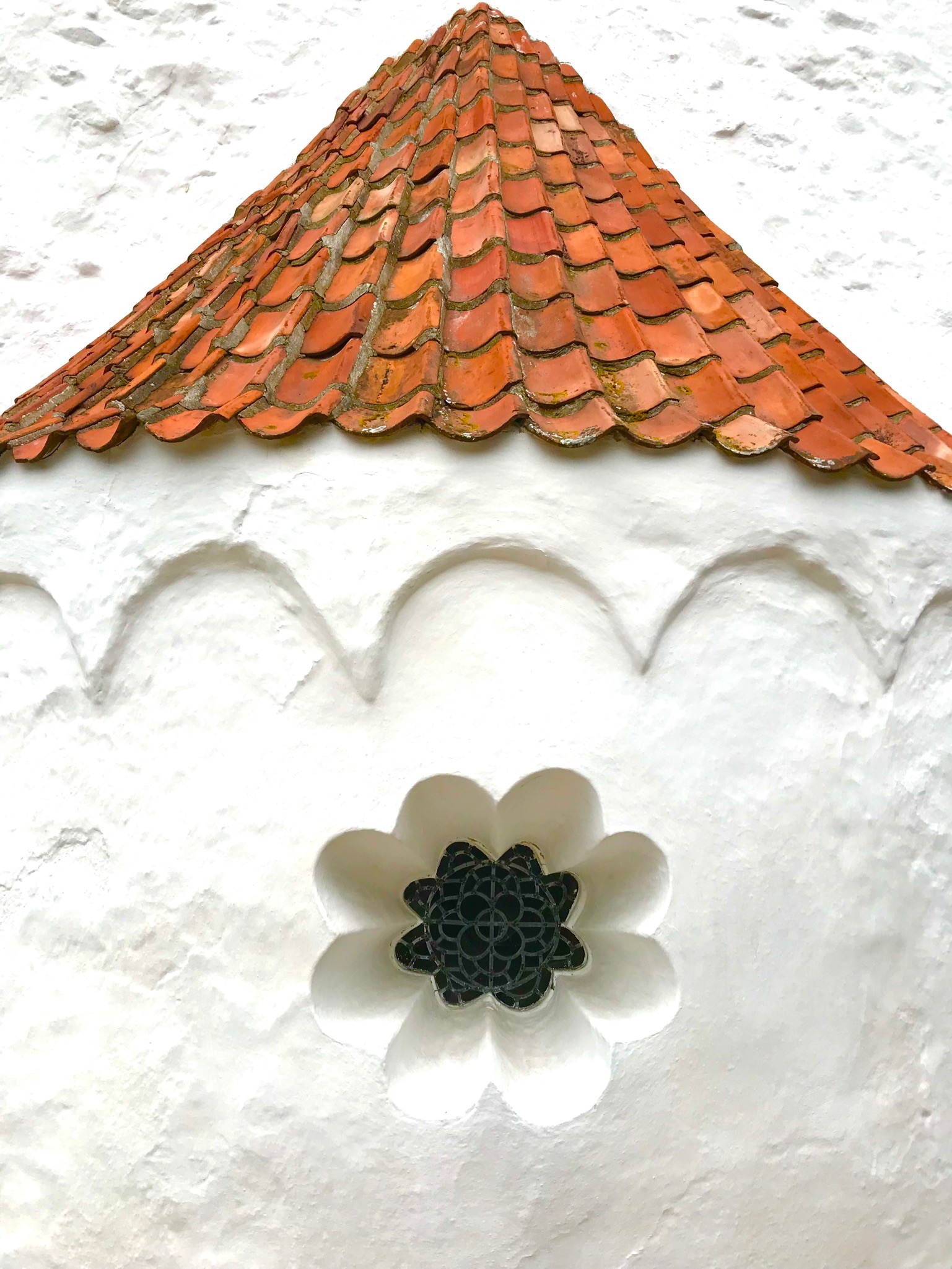
Das achtförmige Fenster in der östlichen Erweiterung der Lundforlund-Kirche.

Im Kirchspiel liegt die Kirche „Lundforlund Kirke“. 
Nachbargemeinden sind im Nordosten Gerlev Sogn, im Südosten Fårdrup Sogn und im Westen Hemmeshøj Sogn.